# 국제 통화 기금

국제 통화 기금 로고

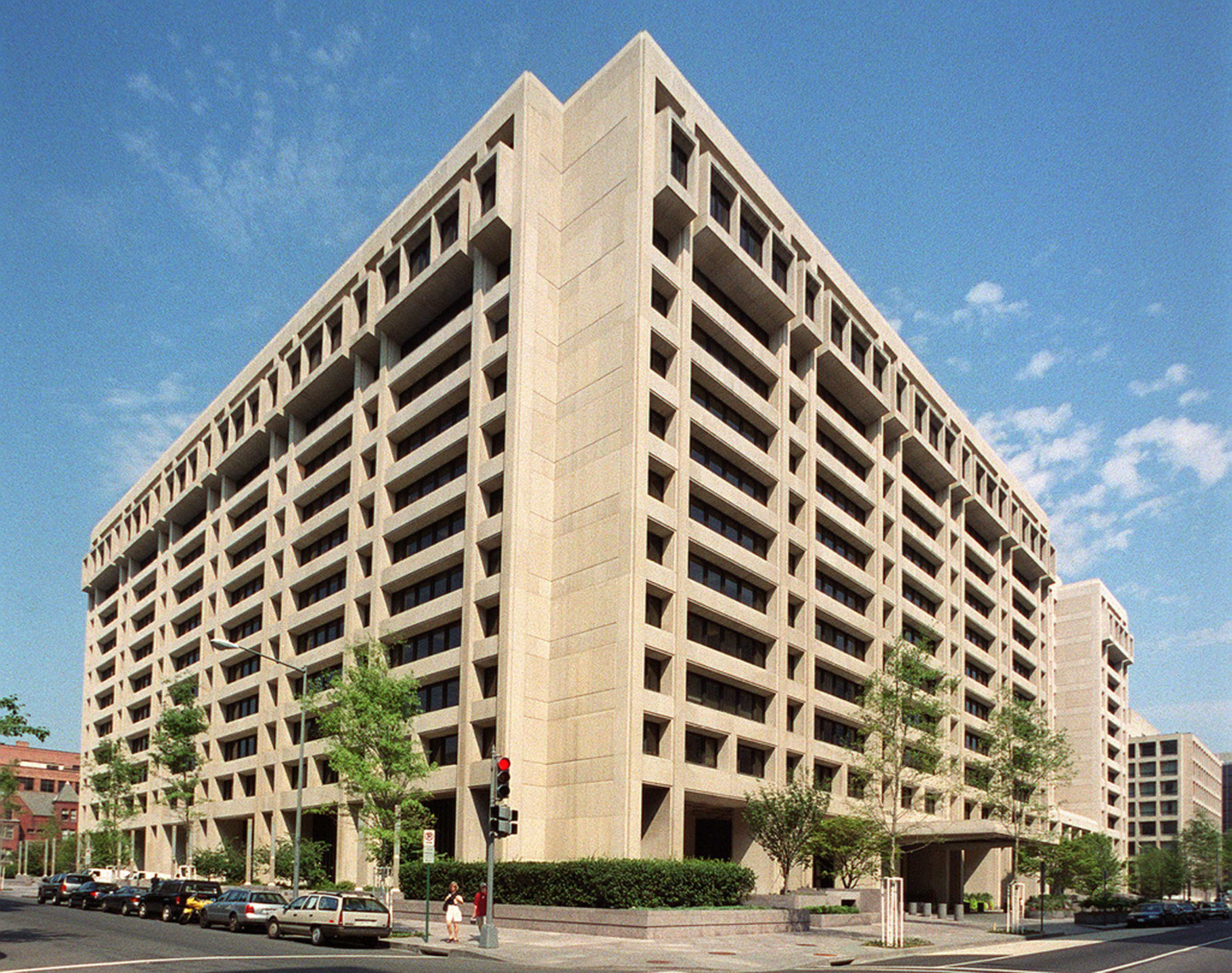
국제통화기금(IMF) 본부는 미국, 워싱턴에 위치해 있다.

국제 통화 기금(國際通貨基金, International Monetary Fund, IMF, 아이엠에프)은 환율과 국제 수지를 감시함으로써 국제 금융 체계를 감독하는 것을 위임받은 국제 기구이다. 회원국의 요청이 있을 때는 기술 및 금융 지원을 직접 제공한다. 본부는 미국 워싱턴 D.C.에 있다.

## 조직과 목표
국제 통화 협력과 환율안정, 환율조정, 경제성장과 낮은 실업률을 조성; 즉각적인 재정보충을 통해 국가들의 지불적응을 쉽게 해주기 위해 조성되었다. IMF가 창설된 이후, 설립취지는 바뀌지 않았으나 감독과 재정지원, 기술지원의 처리방식은 발전하는 참가국의 요구에 맞게 시정, 발전하게 되었다.
총 190개국으로 구성된 이 조직은, 국제통화협력을 육성하고, 재정상황을 안정시키며, 국제무역을 촉진시키고, 높은취업률과 견실한 경제성장을 진행하며 빈부격차를 줄이기 위해 노력하고 있다. 하지만, 북한과 쿠바, 안도라, 모나코, 리히텐슈타인, 투발루, 나우루는 IMF에서 배제되었다.

## 역사
1944년 7월 22일, 미국 뉴햄프셔주의 브레턴우즈에서 유엔 금융·재정 회의의 브레턴우즈 체제에 의해 전후 부흥책의 일환으로서 국제부흥개발은행(IBRD)과 함께 창설되었다.
1945년 12월 27일, 첫 29개 참가국의 동의서와 함께 국제통화기금은 공식적으로 인정되었다.
1947년 3월 1일, IMF 협정이 발효해 실제의 업무를 개시하였고 유엔과 협정을 맺어 전문 기관이 되었다. 법정상 목표는 1944년 설립 당시와 같다.

## 오늘날
국제통화기금은 점점 가입국의 숫자가 늘어남에 따라 국제 사회에서의 영향력이 증대되었다. 국제통화기금의 가입국 수는 설립에 관련된 44개국의 4배 이상이다. 그 이유는 늘어나는 개발도상국의 독립과 소비에트 사회주의 공화국 연방의 몰락 때문이다. 국제통화기금이 증대되고 세계경제가 변화함에 따라 국제통화기금은 좀 더 다양한 방식으로 효과적인 목적달성이 필요하게 되었다. 갑작스러운 금값상승과 US달러가치의 하락을 막기 위해 국제통화기금의 행정위원에서는 400톤이 조금 넘는 막대한 금 공급을 점점 시행하는 계획에 동의하였다. 국제통화기금의 총재 도미니크 스트로스칸(Dominique Strauss-Kahn)은 새로운 기금시스템으로 $400백만에 달하는 근 몇 년간 산출될 재정적자를 없애기 위한 2008년 4월 7일에 이루어진 결정을 환영하였다. 이 결정은 2011년까지 $100백만의 삭감과 380명 스태프의 해고로 이어질 것이다.
이 곳에서 2011년 5월 21일 포르투갈에 260억 유로의 구제금융 지원을 승인했다.

## 대한민국과 IMF
대한민국에서 IMF 사태라고 부르는 1997년 외환위기 당시 IMF로부터 돈을 빌렸으나 범국민적인 금모으기 운동 등으로 195억 달러 전액을 모두 상환하였다. 그 당시 대우그룹, 한보그룹 등 많은 대기업들과 중소기업들이 부도를 맞았다.

## 회원국의 투표권
각 회원국들은 국가별로 할당된 특별인출권(SDRs)의 지분만큼 투표권을 가진다. 주요국의 지분은 다음과 같다.
| 순위 | 회원국   | 지분 (%) |
| ---- | -------- | -------- |
| 1    | 미국     | 17.43    |
| 2    | 일본     | 6.47     |
| 3    | 중국     | 6.40     |
| 4    | 독일     | 5.59     |
| 5    | 프랑스   | 4.23     |
| 6    | 영국     | 4.23     |
| 7    | 이탈리아 | 3.16     |
| 8    | 인도     | 2.75     |
| 9    | 러시아   | 2.71     |
| 10   | 브라질   | 2.32     |

## 총재
| 임기                              | 이름                      | 나라     |
| --------------------------------- | ------------------------- | -------- |
| 1946년 5월 6일 ~ 1951년 5월 5일   | 카미유 구트               | 벨기에   |
| 1951년 8월 3일 ~ 1956년 10월 3일  | 이바르 루트               | 스웨덴   |
| 1956년 11월 21일 ~ 1963년 5월 5일 | 페르 야콥손               | 스웨덴   |
| 1963년 9월 1일 ~ 1973년 8월 31일  | 피에르폴 슈바이처         | 프랑스   |
| 1973년 9월 1일 ~ 1978년 6월 16일  | 요하너스 비터베인         | 네덜란드 |
| 1978년 6월 17일 ~ 1987년 1월 15일 | 자크 드 라로지에르        | 프랑스   |
| 1987년 1월 16일 ~ 2000년 2월 14일 | 미셸 캉드쉬               | 프랑스   |
| 2000년 5월 1일 ~ 2004년 3월 4일   | 호르스트 쾰러             | 독일     |
| 2004년 6월 7일 ~ 2007년 10월 31일 | 로드리고 라토             | 스페인   |
| 2007년 11월 1일 ~ 2011년 5월 19일 | 도미니크 스트로스칸       | 프랑스   |
| 2011년 7월 5일 ~ 2019년 9월 12일  | 크리스틴 라가르드         | 프랑스   |
| 2019년 10월 1일 ~                 | 크리스탈리나 게오르기예바 | 불가리아 |

## IMF 통화체제
관리통화제도의 단점인 외국환시세의 대폭적인 변동은 국제경제가 정상을 회복하고 무역의 확대, 발전을 도모하려고 할 때에 큰 문제가 되지 않을 수 없다. 그래서 관리통화제도의 국내 균형 중시라는 장점을 살리면서 한편 금본위제의 룰을 통화의 관리기준(管理基準) 안에도 도입함으로써 관리통화제의 단점을 보완하려고 하는 국제관리통화제도 사상이 등장하게 되었다. 제2차 세계대전 후의 국제통화기금(IMF)체제는 이러한 사상을 배경으로 하여 등장하였다. 
즉 IMF 통화체제는 ① 각국이 모두 외환시세의 중심이 되는 자국통화의 환평가(換平價)를 금(金)과의 관계에서 정한다. 다시 말하면 각국의 평가비율을 각국 통화 속애서 포함되어 있는 순금량(純金量)의 비율과 같게 정하여 금을 국제통화의 핵으로 하는 원칙을 채용함과 동시에 ② 한번 결정한 환평가는 이를 가급적으로 유지하는 것으로 하고 있다. 이 점 환율안정을 위해 금본위제의 룰을 어느 정도 채용함을 뜻하고 있다. 그러나 ③ 각국의 경제구조의 변화로부터 국제수지의 구조적 불균형이 발생했을 경우에는 ― 실세환율이 환평가로부터 대폭적으로 괴리되어 버렸을 경우 ― 국제적 협력체제 아래 평가의 변경을 인정하는 것으로 하여, 이 점 금본위제가 갖는 결점을 보완하도록 배려되어 있다.  이에 덧붙여 관리통화(管理通貨) 사상은 경제학자 케인스에 의해 1923년의 『화폐개혁론』에서 처음으로 주장된 것이었다. 그는 금본위를 미개시대의 유물이라 하여 공격하고 금에 대한 통화의 합리적 조정을 인위(人爲)에 의한 통화의 합리적 관리에 위임하여야 한다는 주장으로 일관했다. 
그러나 IMF 통화체제는 달러화를 기축통화로 하는 금환본위제도로서 그것의 자율적인 수지조정 기능은 고정환율제도에서의 자율적인 조정기능에 따르게 된다. 고정환율제도에서는 수지불균형에 따른 국민소득 및 물가의 자율적이며 신축적인 변화에 의해 국제수지 불균형이 조정된다. 대내적인 금융 및 재정정책이 국제수지 불균형에 수동적으로 적응한다면 수지불균형은 소득 및 물가의 자동조절적인 기능에 의해 해소될 것이며 국제유동성에 대한 수요도 감소될 것이다. 그러나 2차 대전이후 전 세계의 모든 국가들은 자국의 경제성장과 안정을 위주로 한 대내 경제정책을 수립하여 왔다. 따라서 모든 국가들은 대외수지와 독립적으로 대내정책을 수립하기 위해 대외지불금 보유확대를 추구하여 왔다. 이리하여 IMF 체제의 자동조절적인 수지조정 기능은 마비되고 국제유동성에 대한 수요만 증가하게 되었다.  그러나 국제유동성의 공급원의 하나인 금의 양은 대체로 안정되어 있어 매년 급속하게 증가하는 국제유동성의 수요를 충당시키는 데에는 이미 한계점이 주어져 있었다. 뿐만 아니라 1950년대에 들어서면서 유럽 제국 및 일본의 급속한 경제성장으로 미국의 대외경쟁력이 위협을 받게 되고 더욱이 1950년대의 한국전쟁과 1960년대의 월남전쟁 등의 결과는 미국으로 하여금 지속적인 대외수지 적자를 당면하게 함으로써 달러화 과잉상태로 변전(變轉)케 하여 결국 이들 요인이 상호작용하여 국제금융시장에서 기축통화인 달러화의 신인도(信認度)를 저하시키게 하였다. 결국 유동성의 수요증대와 기축통화에 대한 신인도가 상호모순되는 이른바 유동성 딜레마에 빠지게 됨으로써 IMF 체제의 기반은 동요되기 시작하였다.  
이리하여 동요되는 IMF 통화체제를 안정시키기 위하여 달러화의 신인도 회복과 유동성 공급증가 및 수지조절의 세 측면에서 일련의 구제책이 강구되게 되었다. 즉 금시세안정협정, 금풀제 및 금이중가격제 등의 제반정책을 통해 금가격 등귀를 억제시키는 한편으로 1961년의 바슬협정(The Basle Agreements), 1962년의 일반차입협정(GAB：General Agreement to Borrow) 및 스왑협정(Swap Agreemenrs) 등을 통화달러화 방어를 위한 일련의 정책이 실시되었다. 또한 국제유동성의 부족문제를 타개하기 위하여 1970년에는 특별인출권(SDR：Special Drawing Right)의 창출이 발효되었다.  그러나 이상에서 설명한 바와 같은 여러 가지 달러화 방어정책과 국제유동성의 증진을 위한 SDR의 창출에도 불구하고 미국 달러화의 신인도는 회복되지 못한 채 국제금융시장에서의 금가격은 계속적으로 상승하여 드디어 1971년 8월 닉슨 행정부의 금태환(金胎換) 정지 선언으로 IMF 통화체제는 사실상 붕괴하게 되었다.  이와 같은 달러의 금불태환조치 이후 주요국의 통화가치는 일대 혼란이 야기되고 그 결과 대부분의 나라들은 자국화폐의 평가유지가 힘들어 불가피하게 변동환율제를 채택하게 되었다. 그러나 이러한 국제통화 불안을 청산하고 정상적인 국제거래를 위한 신평가 설정을 위한 스미소니언 협정(Smithonion Agreement)이 타결되었다.  ‘다각적 평가조정’으로 불리는 이 스미소니언 협정은 환율변동폭을 종전보다 확대시키고 금에 대한 평가절하를 실시하여 금가격을 어느 정도 안정시키는 한편으로 각국의 평가조정을 사전에 협의하여 양해를 얻은 점을 그 내용으로 하여 국제통화 질서는 어느 정도 안정을 찾게 되었다. 그러나 1972년 영국 파운드화 위기에 따라 국제통화질서는 또 다시 불안에 휩싸이게 되었고 그 결과 또 다시 그 가치가 급락하였다. 그러나 국제금융시장은 지속적인 불안을 보이게 되고 대부분 주요 통화국은 변동환율제를 실시하게 되었다.

## 같이 보기
- 대한민국의 IMF 구제금융 요청
- 브레튼우즈 체제
- 파리 클럽
- 국제회계기준위원회(IASB)